# Helicostylum
Гелікостилум (Helicostylum) — рід грибів родини Thamnidiaceae. Назва вперше опублікована 1842 року.
Для представників цього роду характерні бічні спорангії і стерильні придатки на стілоспорангієносіях, які зазвичай добре розгалужені. Гриби обох родів зустрічаються частіше в грунті і на екскрементах травоїдних тварин. Окремі їх представники добре розвиваються при низьких температурах і викликають пліснявіння яловичих м'ясних продуктів при зберіганні в холодильних установках. Такою особливістю характеризуються, наприклад, гелікостилум прекрасний (Helicostylum pulchrum).